# Gobernador Candioti
Gobernador Candioti es una localidad y comuna argentina del departamento La Capital en la provincia de Santa Fe. Se ubica en el "km 495" de la RN 11.
Se encuentra a 32 km de la capital provincial, Santa Fe de la Vera Cruz.

## Población
Cuenta con 1040 habitantes (Indec, 2010), lo que representa un descenso frente a los 1060 habitantes (Indec, 2001) del censo anterior.
| Gráfica de evolución demográfica de Gobernador Candioti entre 1991 y 2010 |
|                                                                           |
| Fuente: Censos nacionales del INDEC                                       |

## Clubes
- Club Atlético Juventud Unida

## Toponimia
Francisco Candioti fue el primer gobernador de la provincia de Santa Fe, por autónoma de Buenos Aires (los anteriores eran simplemente "tenientes de gobernador" designados por el virrey y luego por los gobiernos patrios). Fue estanciero y comerciante de caballos y mulas con el Alto Perú. Tuvo decidida colaboración con el General Dr. Manuel Belgrano en su campaña al Paraguay, la "Junta de Buenos Aires" le da a la ciudad de Santa Fe el título de "Muy Noble y Leal". El gobernador Candioti fallece mientras la ciudad era ocupada por el ejército porteño de Juan José Viamonte, quien, no obstante, le rinde homenaje al ser sepultado en el "Convento de Santo Domingo", a cuya "3ª Orden" pertenecía.
Por su riqueza y poder, pero también por su estilo y su hidalguía con los paisanos, fue conocido como 'El Príncipe de los Gauchos'.

## Cultura
Esta pequeña localidad es muy famosa por su tradicional 'Fiesta Nacional del Fideo'.
Instalada sobre la fama de su principal industria local (la fábrica de pastas Galletti) hace años que Candioti se convirtió en Capital Nacional del Fideo.
Una vez al año cientos de personas se juntan para degustar todo tipo de fideos en distintas salsas, haciendo el placer de visitantes y vecinos.